# Mark Todd
Mark James Todd (ur. 1 marca 1956 w Cambridge) – nowozelandzki jeździec sportowy. Wielokrotny medalista olimpijski.
Sukcesy odnosił we Wszechstronnym Konkursie Konia Wierzchowego, choć startował także w skokach (również na igrzyskach). Pierwszy złoty medal wywalczył w 1984 w Los Angeles, cztery lata później obronił tytuł. Dwukrotnie był mistrzem świata w drużynie. Największe sukcesy odnosił na Charismie. W 2004 był trenerem w nowozelandzkiej ekipie na igrzyska.

## Starty olimpijskie
Los Angeles 1984
- konkurs indywidualny (na koniu Charisma) – złoto

Seul 1988
- konkurs indywidualny (Charisma) – złoto
- konkurs drużynowy (Charisma) – brąz

Barcelona 1992
- konkurs drużynowy (Welton Greylag) – srebro

Atlanta 1996
Sydney 2000
- konkurs indywidualny (Eyespy II) – brąz

Londyn 2012
- konkurs drużynowy – brąz

Rio de Janeiro 2016